# Oceà Iapetus

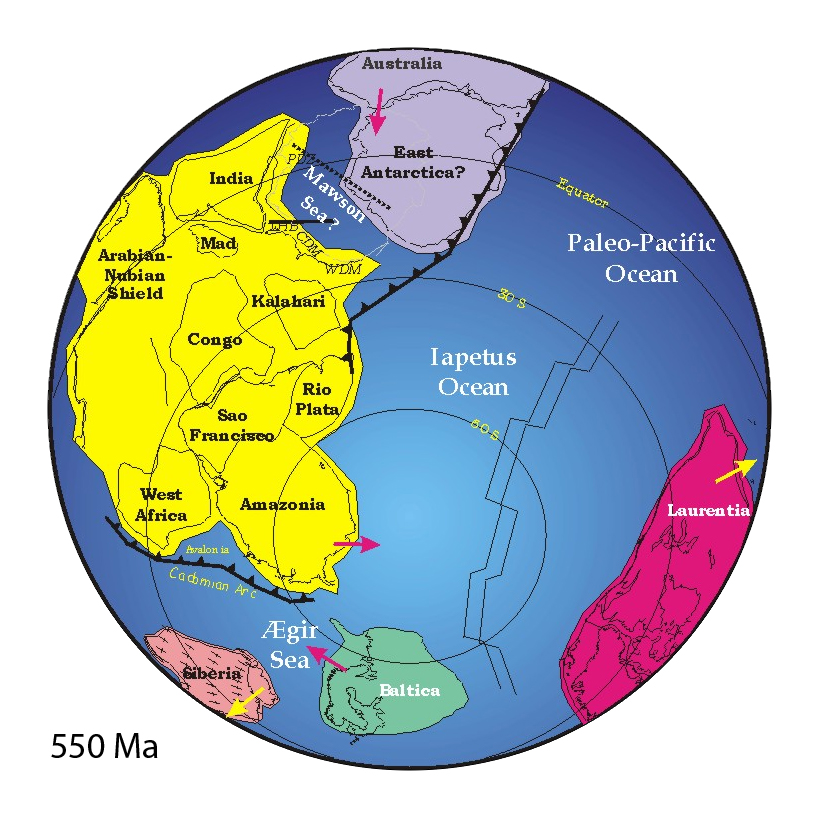
Els continents i l'oceà de Jàpet, fa 500 milions d'anys

L'oceà Iapetus' o oceà Jàpet va ser un paleooceà que va existir entre 600 i 400 milions d'anys enrere, entre els períodes neoproterozoic i paleozoic, aquest oceà es formà arran de la separació de Proto-lauràsia. En l'hemisferi sud de la Terra, aquest oceà estava ubicat entre Laurència (Escòcia, Amèrica del Nord i Groenlàndia) a l'oest, Bàltica format per (Escandinàvia i Europa oriental) a l'est i Avalonia (Illes Britàniques, Europa nord-occidental) al sud, a més d'altres territoris menors emergits i situats al nord d'Avalonia (que actualment són part de Nova Anglaterra, Nova Escòcia i Acadia).
L'oceà Iapetus es considera el precursor de l'oceà Atlàntic, per això va rebre el nom del tità de la mitologia grega Iapetus, pare d'Atlas el qual origina el nom d'"Atlàntic".
Forma part d'aquest oceà el mar de Tornquist situat entre Avalonia i Bàltica
Aquest oceà va desaparèixer quan, després de les orogènesi caledoniana, Acàdica i Tacònica, es va formar el supercontinent Euramèrica entre els períodes cambrià i ordovicià fa 400 milions d'anys.